# Tykání
Tykání je v některých jazycích způsob oslovování jedné osoby pomocí 2. osoby jednotného čísla (ty). Tykání je v mnoha společnostech považováno za důvěrné, neformální a v mnoha situacích a společenských vztazích nepřijatelné. Tykání se používá především k oslovení dětí, členů vlastní rodiny a blízce známých osob, které s tykáním souhlasily. K vyjádření formálnosti, společenského odstupu či úcty, zejména při jednání s cizími, staršími či společensky významnějšími osobami se jako protiklad k tykání v češtině používá vykání (oslovování jednotlivého člověka v 2. osobě množného čísla, vy). V některých jiných jazycích, např. němčině, se obdobně využívá onikání (oslovování ve 3. osobě množného čísla, oni), případně dalších jazykových prostředků. Některé jazyky mají ještě více stupňů vyjádření zdvořilosti (např. japonština) a tyto jsou součástí komplexních pravidel etikety.
V češtině s tykáním souvisí i volba neformálního pozdravu (nazdar, ahoj, čau). Při vykání se používá formální dobrý den a na shledanou. Při tykání se též zpravidla oslovuje křestním jménem či přezdívkou. Oslovení pane, paní je formální a obvykle se používá jen při vykání.
Příklady:
- Petře, podej mi, prosím, pero. (tykání)
- Pane Nováku, podejte mi, prosím, pero. (vykání)
- Tykací pozdravy: Čus! Ahoj! Nazdar! Čau! Ahojky! Čauky! Nazdárek! Bůh s tebou! Zdar! Měj se!
- Vykací: Dobrý den! Dobré poledne! Dobrý večer! Na shledanou! S Pánem Bohem! Zdravím! Buďte pozdraven! Bůh s Vámi! Hodně zdaru! Mějte se!